# Thuận Thới
Thuận Thới là một xã cũ thuộc huyện Trà Ôn, tỉnh Vĩnh Long, Việt Nam.

## Địa lý
Xã Thuận Thới nằm ở phía nam huyện Trà Ôn, có vị trí địa lý:
- Phía đông giáp xã Hựu Thành
- Phía tây giáp xã Vĩnh Xuân
- Phía nam giáp tỉnh Trà Vinh
- Phía bắc giáp xã Hựu Thành và xã Vĩnh Xuân.

Xã Thuận Thới có diện tích 14,57 km², dân số năm 1999 là 7.663 người, mật độ dân số đạt 526 người/km².

## Hành chính
Xã Thuận Thới được chia thành 5 ấp: Cống Đá, Giồng Gòn, Ông Lãnh, Vĩnh Thới, Vĩnh Thuận.

## Lịch sử
Ngày 6 tháng 12 năm 2019, Hội đồng Nhân dân tỉnh Vĩnh Long ban hành Nghị quyết 228/NQ-HĐND về việc:
- Sáp nhập một phần ấp Cống Đá vào ấp Ông Lãnh
- Sáp nhập một phần ấp Vĩnh Thuận vào vào ấp Giồng Gòn
- Sáp nhập toàn bộ ấp Vĩnh Thạnh vào một phần ấp Vĩnh Thuận.